# Joaquín Abarca
Joaquín Abarca y Blanque. (Huesca, 22 de mayo de 1778 - Turín, 21 de junio de 1844). Obispo de León y consejero de Carlos María Isidro de Borbón, pretendiente al trono de España durante la Primera Guerra Carlista.

## Biografía
Nacido en el seno de la familia noble de los Abarca, sus padres fueron Joaquín Abarca y Antonia Blanque. 
Estudió Filosofía y recibió el grado de doctor en Derecho civil, tras lo cual recibió en el 1805 las órdenes del diaconado y presbiterado, estudiando también derecho canónico y convirtiéndose poco después en racionero de la iglesia de San Pedro el Viejo de Huesca. En 1837 fue nombrado jefe del gobierno carlista. En 1839 marchó a Francia. Murió en el destierro, cerca de Turín.
En su época fue conocido vulgarmente como el obispo de León. En 1804 fue nombrado canónico doctoral de la catedral de Tarazona. En 1822, durante el Trienio Liberal, tuvo que huir a Francia, perseguido por sus actividades antiliberales. Cuando fue restablecido el absolutismo en 1824, Fernando VII le concedió el obispado de León. Un año después fue nombrado Consejero de Estado, cargo que no desempeñó correctamente por lo que tuvo que volver al obispado.
Simpatizante de la causa carlista, se incorporó al séquito de don Carlos a raíz de la muerte de Fernando VII, acompañándole en su exilio en Portugal y posterior viaje a Inglaterra. Fue un personaje clave en este séquito, hombre de confianza y consejero del reclamante hasta el punto que fue nombrado presidente de su ministerio con competencias en Gracia y Justicia. Feroz enemigo del general Maroto, hostigó en su contra a don Carlos en varias ocasiones. Desde el punto de vista militar era, según los biógrafos historiadores, poco eficiente y los consejos que dio en este terreno resultaron infructuosos.
Fue expulsado a Francia al final de la Primera Guerra Carlista, donde se reunió un tiempo después con don Carlos en su exilio.